# Life As We Know It
Life As We Know It (2004–2005) – amerykański serial młodzieżowy stworzony przez Jeffa Judaha i Gabe'a Sachsa.
Światowa premiera serialu miała miejsce 7 października 2004 roku na antenie ABC. Ostatni odcinek serialu został wyemitowany 20 stycznia 2005 roku.

## Obsada

### Główni
- Sean Faris jako Dino Whitman
- Jon Foster jako Ben Connor
- Chris Lowell jako Jonathan Fields
- Missy Peregrym jako Jackie Bradford
- Jessica Lucas jako Sue Miller
- Kelly Osbourne jako Deborah Tynan
- Lisa Darr jako Annie Whitman
- D.B. Sweeney jako Michael Whitman
- Marguerite Moreau jako Monica Young

### Pozostali
- Evan Smith jako Max Whitman
- Sarah Strange jako Mia Tynan
- Martin Cummins jako trener Dave Scott
- Jessica Harmon jako Zoe

## Spis odcinków
| N/o            | Tytuł angielski                      |
| -------------- | ------------------------------------ |
|                |                                      |
| SERIA PIERWSZA |                                      |
|                |                                      |
| 01             | Pilot                                |
|                |                                      |
| 02             | Pilot Junior                         |
|                |                                      |
| 03             | The Best Laid Plans                  |
|                |                                      |
| 04             | Partly Cloudy, Chance of Sex         |
|                |                                      |
| 05             | Secrets and Lies                     |
|                |                                      |
| 06             | Natural Disasters                    |
|                |                                      |
| 07             | With a Kiss, I Die                   |
|                |                                      |
| 08             | Family Hard-ships                    |
|                |                                      |
| 09             | A Little Problem                     |
|                |                                      |
| 10             | Breaking Away                        |
|                |                                      |
| 11             | You Must be Trippin                  |
|                |                                      |
| 12             | Friends Don't Let Friends Drive Junk |
|                |                                      |
| 13             | Papa Wheelie                         |
|                |                                      |